# Peter Morvay
Peter Morvay, též Péter Morvay (8. listopadu 1968 – 2. března 2020, Bratislava), byl novinář a politický komentátor působící v Čechách, na Slovensku a v Maďarsku. Věnoval se zejména (česko) slovensko-maďarským vztahům, maďarské menšině na Slovensku a politickému dění v Maďarsku.

## Život
Narodil se v Československu, po maturitě na maďarskojazyčném gymnáziu v Galantě studoval v Praze na FF UK. V období Sametové revoluce (1989) začal spolupracovat s maďarskými médii jako pražský zpravodaj, články psal též pro pražská periodika (Studentské listy, Respekt, Denní Telegraf, krátce šéfredaktorem pražského maďarského časopisu Prágai Tükör). Do roku 1998 působil na Ministerstvu zahraničních věcí ČR jako odborník na Maďarsko, externě spolupracoval s nově založeným Ústavem mezinárodních vztahů. Koncem devadesátých let se přestěhoval z Prahy do Segedína v Maďarsku a poté do Bratislavy. Po externím přispívání do více novin a časopisů v Česku, Maďarsku i na Slovensku začal v roce 2003 působit v redakci deníku SME, nejprve jako redaktor zahraniční rubriky, později jako komentátor. Patřil mezi redaktory, kteří po vstupu finanční skupiny Penta do vlastnické struktury Petit Pressu, vydavatele deníku SME, opustili toto médium a založili Denník N.